# Wielkofutrzak sulaweski
Wielkofutrzak sulaweski (Lenomys meyeri) – gatunek ssaka z podrodziny myszy (Murinae) w obrębie rodziny myszowatych (Muridae), występujący wyłącznie na Celebesie (Sulawesi) w Archipelagu Malajskim.

## Taksonomia
Gatunek po raz pierwszy zgodnie z zasadami nazewnictwa binominalnego opisał w 1879 roku holenderski zoolog Fredericus Anna Jentink nadając mu nazwę Mus meyeri. Holotyp pochodził z Manado, na półwyspie Minahasa, na Celebes, w Indonezji. Jedyny żyjący przedstawiciel rodzaju wielkofutrzak (Lenomys), w którym umieścił go w 1898 roku brytyjski zoolog Oldfield Thomas.
Cechy wyglądu, budowy czaszki i plemników wskazują na jego bliskie pokrewieństwo z Eropeplus canus, a oba te gatunki mogą być pokrewne Pithecheir i Lenothrix canus. L. meyeri nie został uwzględniony w żadnych badaniach filogenetycznych; jego umieszczenie w Murinae nie zostało wcześniej opisane, ale na podstawie bliskich cech morfologicznych z Eropeplus, został włączony tymczasowo do plemienia Rattini. Szczątki subfosylne tych gryzoni, a także drugiego gatunku z tego rodzaju, są znane z południowo-zachodniego Celebesu. Autorzy Illustrated Checklist of the Mammals of the World uznają ten takson za gatunek monotypowy.

### Etymologia
- Lenomys: gr. ληνος lēnos „wełna”; μυς mus, μυος muos „mysz”[11].
- meyeri: dr. Adolf Bernard Meyer (znany również jako Aron Baruch Meyer) (1840–1911), niemiecki antropolog, zoolog, kolekcjoner z Indii Wschodnich, Nowej Gwinei i Filipin[12].

## Nazwa zwyczajowa
W wydanej w 2015 roku przez Muzeum i Instytut Zoologii Polskiej Akademii Nauk publikacji „Polskie nazewnictwo ssaków świata” rodzajowi nadano nazwę wielkofutrzak, a gatunkowi nazwę wielkofutrzak sulaweski. 

## Występowanie
Wielkofutrzak sulaweski jest indonezyjskim endemitem. Występuje wyłącznie w północnej, centralnej i południowo-zachodniej części Celebesu, być może również zamieszkuje jego południowo-wschodnią część; nie stwierdzono jego występowania w środkowo-wschodnim półwyspie tej wyspy. Osobniki tego gatunku były chwytane od wybrzeża do wysokości 1159 m n.p.m.

## Wygląd
Jest to gryzoń podobny do szczura. Długość ciała (bez ogona) 235–301 mm, długość ogona 240–298 mm, długość ucha 24–28 mm, długość tylnej stopy 46–50 mm; masa ciała 320–325 g. Wierzch ciała jest generalnie brunatny. Głowę, grzbiet i kończyny po zewnętrznej stronie pokrywają włosy dwojakiego rodzaju: wełniste, jasnobrązowe z długimi, białymi końcami, oraz dłuższe, brązowe u nasady i także białe na końcu. Spód ciała pokrywają tylko włosy pierwszego rodzaju. Wibrysy są brązowe, również z białymi końcami. Ogon jest krótszy niż reszta ciała, rzadko owłosiony, u nasady czarny, a żółtobiały w końcowej części. Uszy są zaokrąglone, krótkie. Siekacze są białożółte, górne są bardzo duże. Także zęby trzonowe są bardzo masywne, szczegóły ich budowy są cechą wyróżniającą ten rodzaj. Stopy gryzonia są krótkie i szerokie.

## Tryb życia
Wielkofutrzak sulaweski prowadzi naziemny tryb życia, kopie nory, choć może też wspinać się na drzewa. Zamieszkuje wilgotny las równikowy, zarówno górski, jak i nizinny. Nie wiadomo, czy potrafi przetrwać w zaburzonym środowisku. Zjada liście roślin. Ma nieliczne mioty, samica może rodzić jednorazowo tylko jedno młode.

## Populacja i zagrożenia
Wielkofutrzak sulaweski jest rzadko spotykany, ale ma duży zasięg występowania. Może być naturalnie rzadki, bądź trudny do schwytania ze względu na dietę. Populacje żyjące na większych wysokościach nad poziomem morza są uznawane za niezagrożone, ale nizinne mogą tracić swoje siedliska ze względu na osadnictwo ludzkie i wycinkę drzew dla drewna oraz pod pola uprawne. Międzynarodowa Unia Ochrony Przyrody obecnie uznaje wielkofutrzaka sulaweskiego za gatunek najmniejszej troski.